# 로스해

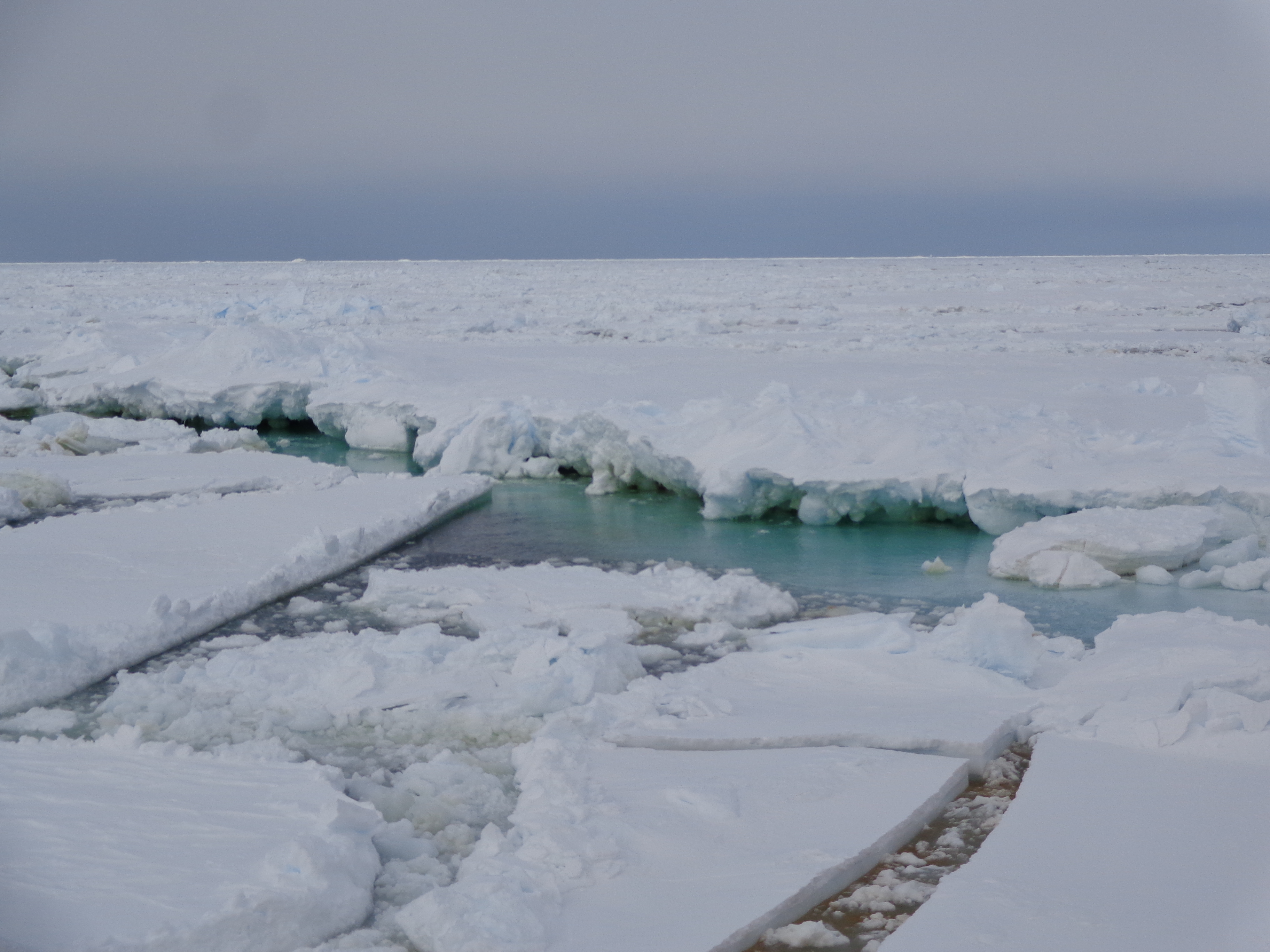
로스해의 얼음

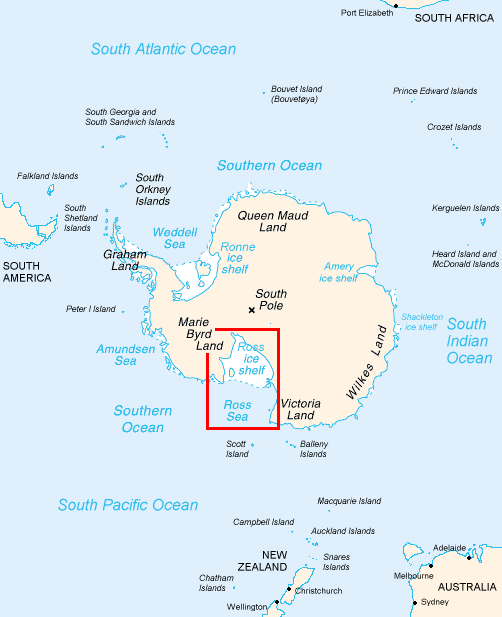
로스해의 위치

로스해(Ross Sea, 문화어: 로쓰해)는 남대양의 바다로 빅토리아랜드와 마리버드랜드 사이에 있다. 1841년 제임스 클라크 로스에 의해 발견되었다. 로스해 서쪽에는 화산섬인 로스섬이, 동쪽에는 루스벨트섬이 위치하고 있다.
영국의 제임스 클라크 로스(1800년 ~ 1862년) 경은 1839년 10월 ‘에레부스’호와 ‘테러’호로 영국을 떠나 자남극을 찾아갔다. 그는 1841년 1월에는 로스섬 부근까지 갔었다. 당시 자남극점은 남극 대륙 안쪽 800 km 정도 떨어져 있었다. 그는 자남극점까지는가지 못했지만, 이 탐험은 19세기 가장 위대한 탐험으로 기억되고 있다. 그의 탐험으로 인해 로스해와 로스 빙붕을 비롯하여 많은 곳이 발견되었고, 세상에 알려지게 되었다.

## 서식 동물
로스해는 아델리 펭귄, C형 범고래, 남극밍크고래, 웨델바다표범, 이빨고기 등의 해양생물들의 주요 서식지이다. 유엔에 따르면 생태형-C 범고래의 50%, 아델리 펭귄의 40%, 황제 펭귄의 25%가 서식하고 있다고 한다.

## 해양보호구역
로스해 생태계는 조업 활동과 기후 변화 등 인간활동에 의한 위협에 직면하게 되었다. 2011년 그린피스 동아시아 서울 사무소, 환경운동연합, 시민환경연구소 등의 환경보호단체가 연대하여 만든 남극보존연대(Antartic Ocean Alliance, AOA)는 로스 해를 해양보존구역으로 할 것을 제안했다. 2012년 미국과 뉴질랜드가 로스해 해양보호구역 제안서를 남극해양생물보존위원회(Commission for the Conservation of Antarctic Marine Living resources CCAMLR, 이하 카밀라) 연례회의에 제출했지만 일부 회원국의 반대로 로스해 해양보호구역 제안은 무산되었다. 5년간의 협의 끝에 마침내 2016년 제35차 카밀라 총회에서 유럽연합을 비롯한 25개 회원국이 남극 로스해에 150만 km2가 넘는 세계 최대 면적의 해양보호구역 지정을 합의했다. 이는 현존하는 해양보호구역 중 가장 넓다.

## 같이 보기
- B-15 빙산
- 맥머도 기지
- 로스 속령
- 로스 빙붕